# Roger Lise
Pour les articles homonymes, voir Lise.
Roger Lise, né le 26 juillet 1927 à Fort-de-France (Martinique) et mort le 26 avril 2023 à Schœlcher, est un homme politique français.

## Biographie
Roger Lise est né à Fort-de-France le 26 juillet 1927 d'une famille de pêcheurs de Case-Pilote, commune qu'il habite toute sa vie. Jeune, il s'oriente vers la navigation en passant le brevet d'officier en second, puis il part ensuite pour passer le brevet de capitaine au long cours qui lui permet de devenir pilote dans la baie de Fort-de-France.
En mars 1965, il est élu maire de Case-Pilote et cinq ans après conseiller général du canton de Case-Pilote-Bellefontaine. Lors des élections sénatoriales du 25 septembre 1977, il est élu sénateur de la Martinique et siège au sein du groupe de l'Union centriste. Il abandonne son mandat de maire lors des élections de 1983. Il est réélu lors des élections de 1986 et ne se représente pas aux élections de 1995. Durant son mandat, il défend particulièrement la situation des pêcheurs et il est notamment l'un des promoteurs de la loi des cinquante pas géométriques. Roger Lise était aussi un partisan de la départementalisation de la Martinique.

## Détail des fonctions et des mandats
Mandat parlementaire
- 25 septembre 1977 - 1er octobre 1995 : sénateur de la Martinique

Mandats locaux
- 1965 - 1983 : maire de Case-Pilote
- 1970 - 1994 : conseiller général du canton de Case-Pilote-Bellefontaine